# 虹のDreamer
「虹のDreamer」（にじのドリーマー）は、1987年9月9日に発売された浅香唯の8枚目のシングル。
歌いだしは、「ブルー忘れな草は瞳の中で今も…」

## 解説
- 本人主演のフジテレビ系ドラマ『スケバン刑事III 少女忍法帖伝奇』主題歌。
- オリコンで初めて1位を獲得した。
- アルバム『Rainbow』にはRainbow Mixで収録されている。
- 1989年夏のコンサートツアーでは、浅香本人がベースを弾きながらこの曲を歌った。なお、その映像はライブ・ビデオ『ロックンロール・サーカス'89 浅香唯スパークリング・ライブ』に、またCD音源としては11枚組CD-BOX『浅香唯大全集 THE COMPLETE BOX』の特典ディスク『1989.8.23 Yui Asaka Special Live in Osaka』（ライブ・ビデオとは別会場の別音源）に収録されている。

## 収録曲
1. 虹のDreamer
作詞：湯川れい子／作曲：井上大輔／編曲：新川博
2. Blue Horizon
作詞：阿部孝夫／作曲：都志見隆／編曲：若草恵
3. 唯ちゃんのハローコール
  - シングルカセットのみ収録

## 関連作品
- 虹のDreamer
  - Rainbow - Rainbow Mix
  - Present
  - シングル・コレクション
  - ANNIVERSARY 2824 （ライブ・アルバム）
  - 浅香唯大全集 THE COMPLETE BOX
  - 究極のベスト! 浅香唯
  - CRYSTALS 〜25th Anniversary Best〜
  - 浅香唯 ザ・ベスト
  - 浅香唯 30周年記念コンプリートBOX
  - ロックンロール・サーカス'89 浅香唯スパークリング・ライブ （映像作品）

- Blue Horizon
  - シングル・コレクション
  - 浅香唯大全集 THE COMPLETE BOX
  - Rainbow（2010年発売の紙ジャケットCDにボーナストラックとして収録）
  - 浅香唯 30周年記念コンプリートBOX

- 唯ちゃんのハローコール
  - 浅香唯大全集 THE COMPLETE BOX
  - 浅香唯 30周年記念コンプリートBOX